# Bayou Cane (Luisiana)
Bayou Cane es un lugar designado por el censo ubicado en la parroquia de Terrebonne, Luisiana, Estados Unidos. Según el censo de 2020, tiene una población de 19 770 habitantes.
En los Estados Unidos, un lugar designado por el censo (traducción literal de la frase en inglés census-designated place, CDP) es una concentración de población identificada por la Oficina del Censo de los Estados Unidos exclusivamente para fines estadísticos. 

## Geografía
Está ubicado en las coordenadas 29°37′28″N 90°45′4″O / 29.62444, -90.75111. Según la Oficina del Censo de los Estados Unidos, tiene una superficie total de 20 km², correspondientes en su totalidad a tierra firme.

## Demografía
Según el censo de 2020, hay 19 770 personas residiendo en la zona. La densidad de población es de 954 hab./km². El 66.89% de los habitantes son blancos, el 18.03% son afroamericanos, el 3.70% son amerindios, el 1.55% son asiáticos, el 0.07% son isleños del Pacífico, el 3.05% son de otras razas y el 6.65% son de una mezcla de razas. Del total de la población, el 6.51% son hispanos o latinos de cualquier raza.